# Sarah LaFleur
Sarah Lafleur (27 gennaio 1980) è un'attrice canadese.

## Biografia
È nota per i ruoli in Ugly Betty (ABC), The Mentalist (CBS), Grey's Anatomy (ABC), CSI: NY (CBS), Crossing Jordan (NBC), Senza traccia (CBS), Playmakers (ESPN), e i film Shall We Dance (Miramax), Master Spy: The Robert Hanssen Story (CBS) e Daydream Believers: The Monkees' Story  (VH1). È la voce di Sailor Urano sulla versione inglese di Sailor Moon, Ansa (Land Lock) e Trish (Devil May Cry). Ha fatto parte del cast di History Bites (History Channel).

## Filmografia

### Attrice

#### Cinema
- You Might Be the Youngest, regia di Joshua Wilder – cortometraggio (2001)
- Blocked, regia di Gordon Currie (2002)
- Shall We Dance?, regia di Peter Chelsom (2004)

#### Televisione
- PSI Factor (Psi Factor: Chronicles of the Paranormal) – serie TV, episodio 3x05 (1998)
- History Bites – serie TV, episodi 1x01-1x02-1x03 (1998)
- Total Recall 2070 – serie TV, episodio 1x17 (1999)
- Traders – serie TV, episodio 5x10 (2000)
- Il sesso e Mrs. X (Sex & Mrs. X), regia di Arthur Allan Seidelman – film TV (2000)
- Il famoso Jett Jackson (The Famous Jett Jackson) – serie TV, episodio 2x26 (2000)
- Daydream Believers: The Monkees' Story, regia di Neill Fearnley – film TV (2000)
- Chi ha ucciso i ragazzi di Atlanta? (Who Killed Atlanta's Children?), regia di Charles Robert Carner – film TV (2000)
- Wind at My Back – serie TV, episodio 5x02 (2000)
- The City – serie TV, episodi 2x14-2x16 (2000)
- Pianeta Terra - Cronaca di un'invasione (Earth: Final Conflict) – serie TV, episodi 3x21-5x05 (2000)
- Jackie, Ethel, Joan: The Women of Camelot, regia di Larry Shaw – film TV (2001)
- Twice in a Lifetime – serie TV, episodio 2x20 (2001)
- Testimone allo specchio (Pretend You Don't See Her), regia di René Bonnière – film TV (2002)
- Terminal invasion, regia di Sean S. Cunningham – film TV (2002)
- Master Spy: The Robert Hanssen Story, regia di Lawrence Schiller – film TV (2002)
- L'undicesima ora (The Eleventh Hour) – serie TV, episodio 1x05 (2002)
- Agente speciale Sue Thomas (Sue Thomas: F.B.Eye) – serie TV, episodio 2x01 (2003)
- Playmakers – serie TV, episodio 1x04-1x06-1x11 (2003)
- CSI: NY – serie TV, episodio 1x14 (2005)
- Night Stalker – serie TV, episodio 1x01 (2005)
- The Unit – serie TV, episodio 1x06 (2006)
- Grey's Anatomy – serie TV, episodio 2x24 (2006)
- Senza traccia (Without a Trace) – serie TV, episodio 5x13 (2007)
- Crossing Jordan – serie TV, episodio 6x14 (2007)
- Lake Placid 2 - Il terrore continua, regia di David Flores – film TV (2007)
- The Mentalist – serie TV, episodio 1x10 (2008)
- Ugly Betty – serie TV, 16 episodi (2008-2009)
- Prime Suspect – serie TV, episodio 1x07 (2011)
- Rizzoli & Isles – serie TV, episodio 2x13 (2011)
- CSI - Scena del crimine (CSI: Crime Scene Investigation) – serie TV, episodio 14x16 (2014)
- Major Crimes – serie TV, episodio 3x16 (2014)
- Criminal Minds – serie TV, episodio 10x14 (2015)
- NCIS: Los Angeles – serie TV, episodio 7x07 (2015)
- Bones – serie TV, episodio 11x09 (2015)

### Doppiatrice

#### Cinema
- Sailor Moon S The Movie - Il cristallo del cuore (Gekijô-ban - Bishôjo senshi Sêrâ Mûn S), regia di Hiroki Shibata (1994)
- Sailor Moon SS The Movie - Il mistero dei sogni (Bishôjo senshi Sêrâ Mûn super S: Sêrâ 9 senshi shûketsu! Burakku dorîmu hôru no kiseki), regia di Hiroki Shibata (1995)
- Landlock, regia di Yasuhiro Matsumura (1996)

#### Televisione
- Sailor Moon (Bishōjo senshi Sērā Mūn) – serie animata, 41 episodi (1995-2000)
- CardCaptors – serie TV (2000)

## Doppiatrici italiane
Nelle versioni in italiano delle opere in cui ha recitato, Sarah Lafleur è stato doppiata da:
- Maria Letizia Scifoni in Grey's Anatomy
- Alessandra Korompay in CSI - Scena del crimine
- Francesca Manicone in Major Crimes
- Barbara Berengo Gardin in Criminal Minds

Nei prodotti a cui partecipa come doppiatrice, in italiano è stata sostituita da:
- Maddalena Vadacca in Sailor Moon S The Movie - Il cristallo del cuore, Sailor Moon SS The Movie - Il mistero dei sogni, Sailor Moon
- Loredana Nicosia in Sailor Moon (ep. 200)